# Pouso Novo
Pour les articles homonymes, voir Pouso.
Pouso Novo est une municipalité brésilienne de l'État du Rio Grande do Sul, qui fait partie de la mésorégion Centre-Est du Rio Grande do Sul et de la microrégion de Lajeado-Estrela.
Elle est également intégrée à la vallée du Taquari (ou Taquari-Tal, dans la langue régionale allemande Riograndenser Hunsrückisch) qui couvre 40 municipalités de la région centrale du Rio Grande do Sul, avec une population composée de personnes d'origine allemande, italienne et açoréenne.  Lajeado est le centre de la vallée du Taquari.

## Généralités
La localité a été baptisée "Pouso Novo" par João de Souza Leite (appelé populairement João Brasileiro), qui s'est installé sur ces terres au début du XXe siècle. Sa résidence, située à l'emplacement de l'actuelle église paroissiale, a commencé à servir d'auberge pour les voyageurs, les colporteurs et les muletiers qui transportaient leurs marchandises de Soledade à Lajeado et vice-versa, devenant ainsi un nouveau lieu de repos, une étape nouvelle « pouso novo », et une auberge régulière, pousada (de). 
Puis l'endroit a commencé à être habité par des immigrants italiens. 
La première chapelle a été construite vers 1902, et la première école vers 1920. 
L'agriculture est basée sur le maïs, le blé, les haricots et la vigne.